# Ted Hirsch
Ted „Teddy“ Hirsch (* im 19. oder 20. Jahrhundert; † 4. Dezember 1961) war ein US-amerikanischer Techniker und Erfinder, der 1957 in der Kategorie „Oscar für technische Verdienste“ ausgezeichnet wurde.
Hirsch wurde bei den 29th Annual Academy Awards gemeinsam mit Carl W. Hauge und Edward H. Reichard „für einen automatischen Szenenzähler für Laborvorführräume“ („for an automatic scene counter for laboratory projection rooms“), den die drei für die Technik-Entwicklungsabteilung der Consolidated Film Industries konstruiert hatten, mit einem Academy Technical Achievement Award geehrt. Bei dem Preis handelt es sich um eine sogenannte Class III-Auszeichnung, da die Preisträger keine Oscar-Statuette (Class I) oder Oscar-Plakette (Class II) erhalten, sondern ein Oscar-Zertifikat.
Weitere Lebensdaten oder Daten über Hirschs berufliche Laufbahn konnten nicht ermittelt werden.